# Giovanni Fanello
Giovanni Fanello (Pizzo, 21 febbraio 1939) è un allenatore di calcio ed ex calciatore italiano, di ruolo attaccante.

## Carriera
Esordì nella squadra della sua cittadina, l'Unione Sportiva Pizzo, con il quale disputò campionati regionali calabresi 1953-1957. Nel 1958 venne chiamato in Serie C dal Catanzaro: i giallorossi grazie ai suoi gol(Capocannoniere) ottennero la promozione in Serie B per la stagione 1959-1960 nella quale, a 21 anni, realizzò 15 reti e fu capocannoniere.
Nell'estate 1960 venne convocato da Nereo Rocco nella Nazionale Olimpica e partecipò ai Giochi della XVII Olimpiade che si disputarono a Roma; esordì contro Taiwan il 26 agosto. L'Italia concluse quarta, e Fanello segnò un gol in 2 partite.
Durante il torneo fu acquistato per 40 milioni di lire dal Milan, che lo girò a sua volta all'Alessandria in prestito in cambio di Gianni Rivera. Con i grigi piemontesi fu titolare 1960-1961, ottenendo il titolo di capocannoniere stabilendo il record di 26 reti (tirando e segnando 2 rigori) in 37 partite (Il record durò fino a quando Ferrante del Torino 38 anni dopo nella stagione 1998-99 lo eguagliò, segnando però 12 rigori) . Alla fine della stagione lasciò Alessandria per rientrare al Milan che lo cedette al Napoli per 150 milioni.
Con gli azzurri giocò tre stagioni: nel 1961-1962 ottenne la promozione in Serie A e la Coppa Italia; partecipò così alla Coppa delle Coppe e nel corso della manifestazione segnò 3 gol, che si aggiunsero ai 6 in campionato. Quando il Napoli ritornò in Serie B, nel 1963, passò al Catania, in Serie A, segnando 5 reti in 35 presenze, per poi ritornare in Campania, tra i cadetti, ottennendovi un'altra promozione.
Nel 1966, dopo un'altra stagione a Catania (4 reti in 30 gare), voluto da Nereo Rocco passò al Torino, dove trovò poco spazio (4 presenze e una rete); terminò la carriera alla Reggiana, con cui giocò tre stagioni in Serie B. 
Tornò a giocare nel 1973 quando si trasferì in Canada per divenire l'allenatore-giocatore del Toronto Italia, squadra della National Soccer League, ottenendo il quinto posto nel torneo 1973.
In carriera ha totalizzato complessivamente 80 presenze e 17 reti in Serie A e 218 presenze e 71 reti in Serie B.

## Palmarès

### Club

#### Competizioni nazionali
- Serie C: 1

Catanzaro: 1958-1959
- Coppa Italia: 1

Napoli: 1961-1962

Competizioni internazionali
- finalista Coppa delle Alpi 1964 - 1º luglio 1964 Berna - Genoa - Catania 2-0